# George McBain
Pour les articles homonymes, voir McBain.
George Basil McBain fut, pendant la Seconde Guerre mondiale, un agent britannique du service secret britannique Special Operations Executive.
Situation militaire :
- Royal Air Force Volunteer Reserve,
- SOE, section F ; grade : pilote officer (équivalent à sous-lieutenant) ; Matricule : 71102.

Pour accéder à une photographie de George McBain, se reporter au paragraphe  Sources et liens externes en fin d’article.

## Éléments biographiques
Mission en France
Définition de la mission : il est envoyé en France pour rejoindre le réseau MUSICIAN. Son nom de guerre est « Cecil ».
Il est parachuté le 2 mars 1944, par un vol qui amène aussi les trois membres du réseau LIONTAMER, c'est-à-dire :  Maurice Lepage « Colin », le chef du réseau, David Finlayson « Guillaume », son opérateur radio, et l'Américain Edmond Lesout « Tristan ». Tous les quatre sont arrêtés à l’atterrissage. 
George McBain aurait été exécuté à Gross-Rosen, en août-septembre 1944.

## Reconnaissance

### Distinction
- France : Croix de guerre 1939-1945, avec palme.

### Monuments
- En tant que l'un des 104 agents du SOE section F morts pour la France, George McBain est honoré au mémorial de Valençay (Indre).
- Runnymede Memorial, Surrey, panneau 268.
- Au mémorial du camp de concentration de Gross-Rosen, situé près de Rogoźnica (Pologne), une plaque honore la mémoire des dix-neuf agents de la section F qui y ont été exécutés en août-septembre 1944, dont George McBain. Réalisée en granit local, en provenance d'une carrière où devaient travailler les détenus, elle a été élevée sur l'initiative du Holdsworth Trust.